# Софьино (Пензенская область)
Со́фьино — село Куракинского сельсовета Сердобского района Пензенской области. На 1 января 2012 года — 157 жителей.

## География
Село расположено на северо-западе Сердобского района. Расстояние до центра сельсовета село Куракино — 6 км, до районного центра город Сердобск — 19 км.

## История
По исследованиям историка — краеведа Полубоярова М. С., село основано между 1721 и 1747 годами как деревня Салтыковка князем Александром Борисовичем Куракиным и братьями Иваном и Сергеем Салтыковыми. В 1747 году — деревня Салтыково Завального стана Пензенского уезда, с 1762 года и позднее числилась за князьями Куракиными. В 1780 году — в Сердобском уезде Саратовской губернии. В конце XVIII века, предположительно, по инициативе владельца села «бриллиантового князя» А. Б. Куракина (внука основателя деревни А. Б. Куракина), который проживал в соседнем селе Надеждино (Куракино), переименовано в Софьино (софия — мудрость) (Полубояров, 1999, с. 62). В 1877 году село относилось к Куракинской волости Сердобского уезда, в 1911 году в селе имелись Никольская деревянная церковь, земское двухклассное училище). В 1955 году — центральная усадьба колхоза «Путь Ленина».

## Численность населения
| 1747  | 1795  | 1859 | 1877 | 1886 | 1897 | 1911  |
| ----- | ----- | ---- | ---- | ---- | ---- | ----- |
| 54    | ↗170  | ↗676 | ↗750 | ↗879 | ↗882 | ↗1237 |
| 1926  | 1928  | 1939 | 1959 | 1979 | 1989 | 1996  |
| ↗1768 | ↗1837 | ↘936 | ↘685 | ↘421 | ↘231 | ↘223  |
| 2002  | 2010  |      |      |      |      |       |
| ↘201  | ↘128  |      |      |      |      |       |

## Улицы
- Есенина;
- Орловка;
- Пушкина.